# Saint-Michel-Labadié
Saint-Michel-Labadié är en kommun i departementet Tarn i regionen Occitanien i södra Frankrike. Kommunen ligger i kantonen Valence-d'Albigeois som tillhör arrondissementet Albi. År 2022 hade Saint-Michel-Labadié 87 invånare.

## Befolkningsutveckling
Antalet invånare i kommunen Saint-Michel-Labadié
| Referens: INSEE |